# Anisacanthus brasiliensis
Anisacanthus brasiliensis es una especie de planta perteneciente a la familia de las acantáceas, originaria de la vegetación de Caatinga de Brasil.

## Taxonomía
Anisacanthus brasiliensis fue descrita por Gustav Lindau y publicado en Bull. Herb. Boissier 3: 371. 1895
Etimología
Anisacanthus: nombre genérico que deriva de las palabras griegas: ανισος (anisos), que significa "desigual", y ακανθος (acanthos), que significa "aguijón, espina".
brasiliensis: epíteto geográfico que alude a su localización en Brasil.